# Руско-турска война (1787 – 1792)
Руско-турската война от 1787 – 1792 г. е безуспешен опит на Османската империя да си върне териториите, в това число и Крим, превзети от Русия в хода на Руско-турската война от 1768 – 1774 г.

## Ход на военните действия
През 1788 г. Османската империя обявява война на Русия, но турските сили са слабо подготвени. Избраното време също е изключително неподходящо, защото Русия и Австрия малко преди това са сключили военен съюз, за който турците разбират твърде късно.
Първоначалните успехи на турците против австрийците в Банат скоро са компенсирани от провала на военните действия срещу Русия. В Молдова фелдмаршал Пьотър Румянцев нанася на турската армия поредица от тежки поражения, след като командващият Александър Голицин превзема Яш и Хотин. След дълга обсада от армията на княз Григорий Потьомкин пада и Очаков. Новината за това така шокира султана Абдул Хамид I, че той умира от сърдечен удар.
Турските генерали демонстрират липса на професионализъм, а в армията започват вълнения. Походите на турците към Бендер и Акерман се провалят, а Белград е превзет от австрийците. Прочутата като непревземаема крепост Измаил бързо е превзета от Суворов, загубата на Анапа става следващото звено в серията турски поражения.
Въпреки численото превъзходство на турския флот Руският черноморски флот под командването на адмирал Ушаков му нанася сериозни загуби в битките при Фидониси (1788), Керченското морско сражение (1790), сраженията при Тендра (1790) и при нос Калиакра (1791).

## Резултат
В резултат Османската империя е принудена да подпише на 9 януари 1792 г. Яшкия мирен договор, с който Крим и Очаков се придават към Русия, а границата между двете империи се измества до река Днестър.